# いわき市立小名浜第三小学校
いわき市立小名浜第三小学校（いわきしりつ おなはまだいさんしょうがっこう）は、福島県いわき市小名浜住吉に所在する公立小学校。

## 学校沿革
- 1947年4月1日 - 学制改革に伴い、小名浜町立小名浜第三小学校へ改称
- 1954年3月31日 - 町村合併に伴い、磐城市立小名浜第三小学校へ改称
- 1962年12月 - 校歌制定
- 1963年3月 - 新校舎竣工
- 1965年10月1日 - 市町村合併に伴い、いわき市立小名浜第三小学校へ改称
- 1973年2月25日 - 鉄筋三階建校舎第一期工事竣工
- 1975年2月17日 - 鉄筋三階建校舎第二期工事竣工
- 1975年7月30日 - プール竣工
- 1975年11月11日 - 創立百周年記念誌編集発行
- 1977年3月3日 - 体育館竣工
- 1981年3月25日 - 鉄筋三階建校舎改築第三期工事竣工
- 1981年10月15日 - 校舎改築落成記念式典を挙行
- 1985年10月29日 - 福島県交通安全功労学校として表彰を受ける
- 1986年12月4日 - 東北管区交通安全優良校として表彰を受ける
- 1987年3月6日 - 校歌石碑を設置
- 1987年10月5日 - 県指定生徒指導研究会の公開をする
- 1988年3月11日  -「思いやりの心」石碑を設置
- 1995年10月24日 - 市小教研道徳公開する
- 1997年3月13日 - 校舎改築、校舎増築をする
- 1997年3月31日 - 西校舎取りこわしをする
- 1997年4月10日 - 校旗寄贈される
- 2000年10月13日 - 校舎外壁の補修をする
- 2004年10月15日 - 県学校図書館研究大会公開する
- 2005年4月23日 - 文部科学省より読書活動においての表彰を受ける

## 教育目標
よく考える子 （知）
思いやりのある子 （徳）
心身ともにたくましい子（体）
- お はよう
- な かよく
- は きはき
- ま じめに

## 学校紹介
児童数 493人 （平成21年度）
- 1年 69人
- 2年 80人
- 3年 76人
- 4年 83人
- 5年 89人
- 6年 96人

学級数は各学年3クラスずつ

## 学区
- いわき市
  - 小名浜相子島、小名浜住吉、小名浜島、小名浜野田、小名浜岩出、小名浜林城、小名浜金成、小名浜玉川町[1]

進学先中学校はいわき市立玉川中学校である。